# إيساك أوساي
إيساك أوساي (بالإنجليزية: Issac Osae)‏ (مواليد 18 أغسطس 1993) هو لاعب كرة قدم من غانا لعب سابقاً في نادي العروبة السعودي.